# كولن كار-لوتون
كولن كار-لوتون (بالإنجليزية: Colin Carr-Lawton)‏ هو لاعب كرة قدم بريطاني في مركز الهجوم، ولد في 5 سبتمبر 1978 في ساوث شيلدز ‏ في المملكة المتحدة. لعب مع بيرويك راينجرز ونادي بيرنلي.

## وصلات خارجية
- كولن كار-لوتون على موقع قاعدة بيانات كرة القدم.إي يو (الإنجليزية)
- كولن كار-لوتون على موقع Soccerbase.com (لاعب) (الإنجليزية)